# Вечер накануне Ивана Купала
«Ве́чер накану́не Ива́на Купа́ла» — повесть Николая Васильевича Гоголя из цикла «Вечера на хуторе близ Диканьки».

## История публикации
Впервые была напечатана в 1830 году в февральском и мартовском выпусках «Отечественных записок» без подписи автора, под заглавием «Бисаврюк, или Вечер накануне Ивана Купала. Малороссийская повесть (из народного предания), рассказанная дьячком Покровской церкви». Издателем были внесены в неё многочисленные правки. Этим обстоятельством объясняется появившийся в предисловии текст, высмеивающий от имени рассказчика редакторское самоуправство.

## Сюжет

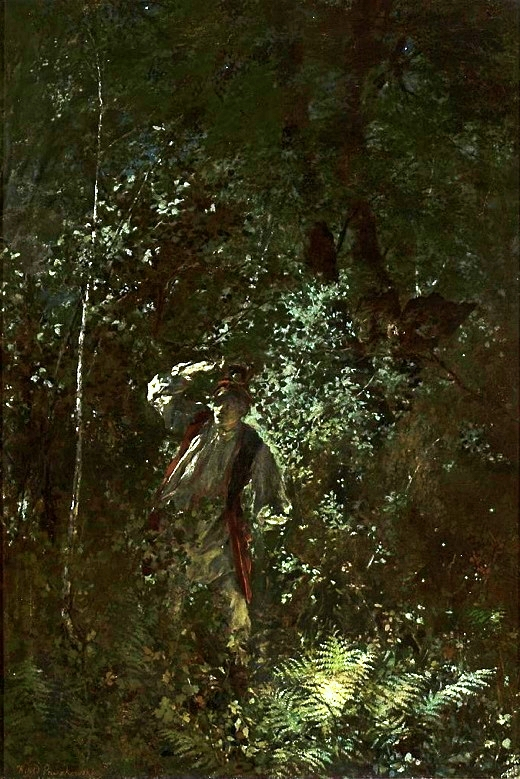
В. Прушковский «В купальскую ночь» (или «Цветок папоротника») (1875)

Действие происходит на украинском хуторе. Там живёт батрак по имени Петро. Петро влюблён в дочь зажиточного казака Терентия Коржа Пидорку. Однажды накануне праздника Ивана Купала Корж застаёт дочь в обществе Петра и даёт знать батраку, что Пидорка никогда не будет с ним. При этом на хуторе появляется богатый польский шляхтич, за которого Корж хочет выдать замуж Пидорку.
Петро с горя идёт в шинок и там встречает Басаврюка — принявшего образ человека дьявола, который при этом вёл разгульный образ жизни. Басаврюк показывает Петру червонцы и обещает ему помочь. Ночью Басаврюк и Петро оказываются в Медвежьем овраге, и батрак находит цветок папоротника вместе с богатым кладом. Там же на глазах у ведьмы Петро вынужден убить младшего брата Пидорки Ивася, и золото оказывается в его руках. После этого Корж меняет своё мнение и выдаёт Пидорку замуж за Петра.
Однако бывший батрак заболевает. Он всё время проводит рядом с найденным при помощи Басаврюка кладом и старается что-то вспомнить. Пидорка приводит к мужу старую знахарку, однако Петро понимает, что это и есть ведьма, которой он отдал когда-то найденный цветок папоротника, и бросает топор в колдунью. Старая ведьма исчезает, и на миг Пидорке предстаёт призрак Ивася. Затем и сам Петро исчезает, а в мешках вместо клада оказываются черепки.
В эпилоге Пидорка становится монахиней, жители хутора переселяются на новое место, а сельскому попу Афанасию удаётся изгнать Басаврюка.

## Экранизации
- 1968 — Вечер накануне Ивана Купала.
- 1979 — на студии «Киевнаучфильм» режиссёром Аллой Грачёвой в технике перекладки был снят мультипликационный фильм «Цветок папоротника» по мотивам повести[2].
- 2018 — вольно экранизирована в фильме «Гоголь. Вий».